# Mumieros
Mumieros (Rosa ×richardii) är en hybrid mellan provinsros (R. gallica) och fenicierros (R. phoenicea) eller möjligen fältros (R. arvensis). Den enda klonen i odling tycks vara 'Sancta'. Rosen finns belagd från 2000 år gamla gravar i Egypten och finns möjligen avbildad på en av väggmålningarna i Knossos-palatset, Kreta från 1600-talet f.Kr.
Bildar en utbredd buske, till 130 cm. Taggarna är oliklånga och krökta. Blad parbladiga med 3–5 delblad. De är äggrunda till smalt elliptiska, spetsiga, rynkiga på ovansidan, dunhåriga undertill, kanter med enkla, tänder och glandelhår. Blommorna sitter flera tillsammans i lösa blomställningar, 5–7,5 cm i diameter och har blekt rosa kronblad.

## Synonymer
- Rosa centifolia var. sancta (Richard) Zabel
- Rosa sancta Richard nom. illeg.